# 所羅門七十二柱魔神

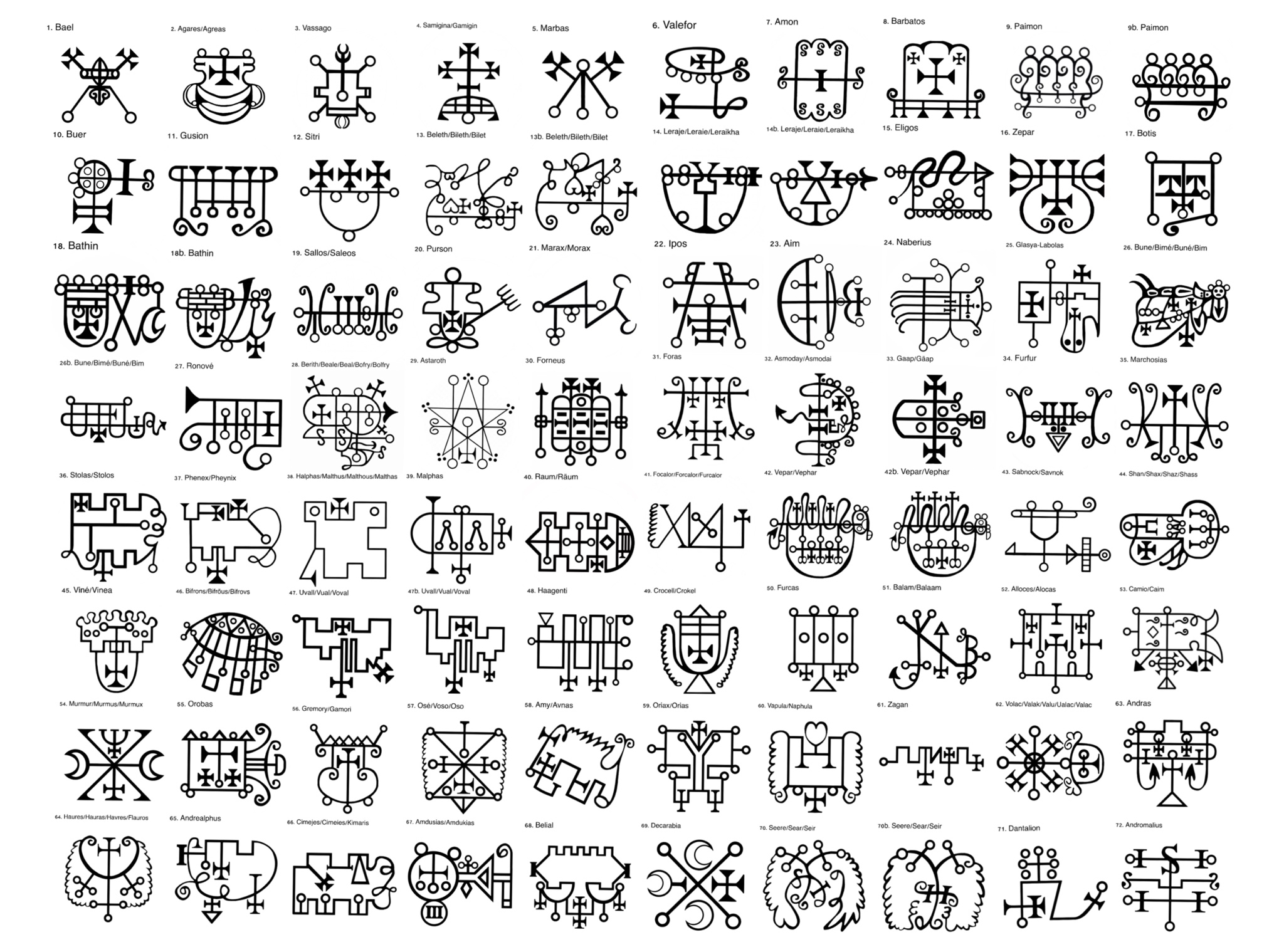
所羅門七十二柱魔神的印記

所羅門七十二柱魔神，是神秘學書籍《所羅門的小鑰匙》（别名「雷蒙盖顿」）的第一章「Ars Goetia」（哥耶提雅）中所記載的七十二位惡魔，为以前所罗门王号令和驱使，后来与其恶魔军团一起被封印在黄铜壶里的72位恶魔。他们擁有各自的職位（統領、公爵、侯爵、伯爵等等），同時管理各自的惡魔軍團和本身的封印（又即是柱）。又據說他们可以給予召喚者能力、協助或者知識。七十二位惡魔的外貌有些像動物（烏鴉、狼等），也有些比較奇形怪狀（例如生物混合體）。

## 來源
關於所謂「所羅門72柱魔神」說法的來源，最早出現在魔鬼學文獻《所羅門的小鑰匙》中。該書的最古老版本是十七世紀初，其成書時間估計早於法國大革命。按這本書的說法，《聖經》中以色列偉大的賢王所羅門（歷史上的所羅門於公元前970年－前931年在位），其實也是一名優秀的惡魔召喚師。傳說所羅門王曾和魔鬼之王貝利爾訂立契約，得到指揮所有鬼魔的權力，他用自己的魔法戒指在每個惡魔的脖頸上蓋印，並且將他們禁錮在瓶中，在有用的時候召喚祂們為自己服務，並為以色列王國增添榮耀。作為回報，他將在死後把自己的靈魂獻給貝利爾。在這些惡魔中，除了地獄的七大君王以外，最為有力的是七十二名地獄的王公貴族，也就是被稱為所羅門七十二柱魔神的魔鬼。他把自己用以召喚祂們的咒文都寫下來，稱作《所羅門的小鑰匙》，並且將他們稱之為「所羅門之英靈」。所羅門王逝世之後，新巴比倫帝國入侵，巴比倫人看到禁錮魔鬼的瓶子，誤以為是寶物，便打開瓶子，將這些魔鬼們釋放到了世界上。

## 七十二位魔神
以下順序是魔法書《所羅門的小鑰匙》（Lemegeton）裡記載的順序，書中记录他和七十二位恶魔签下了契约，之后他将魔神之名刻在七十二根柱子上，所以叫「所羅門七十二柱魔神」。
1. 君王 巴力
2. 公爵 阿加雷斯
3. 親王 瓦沙克
4. 侯爵 加麥基
5. 統領 瑪巴斯
6. 公爵 華利弗
7. 侯爵 亞蒙
8. 公爵 巴巴托斯
9. 君王 派蒙
10. 統領 布耶爾
11. 公爵 古辛
12. 親王 西迪
13. 君王 貝雷特
14. 侯爵 勒萊耶
15. 公爵 埃力格
16. 公爵 桀派
17. 統領/伯爵 布提斯
18. 公爵 巴欽
19. 公爵 塞列歐斯
20. 君王 普爾森
21. 統領/伯爵 摩拉克斯
22. 伯爵/親王 因波斯
23. 公爵 艾尼
24. 侯爵 納貝流士
25. 統領/伯爵 格剌希亞拉波斯
26. 公爵 布涅
27. 伯爵/侯爵 羅諾比
28. 公爵 比利士
29. 公爵 亞斯她祿
30. 侯爵 佛鈕司
31. 統領 佛拉斯
32. 君王 阿斯蒙蒂斯
33. 統領/親王 概布
34. 伯爵 佛爾佛爾
35. 侯爵 馬可西亞斯
36. 親王 斯托剌
37. 侯爵 
38. 伯爵 哈帕斯
39. 統領 瑪帕斯
40. 伯爵 勞姆
41. 公爵 佛卡洛
42. 公爵 威沛
43. 侯爵 斯伯納克
44. 侯爵 沙克斯
45. 君王/伯爵 拜恩
46. 伯爵 比夫龍
47. 公爵 化勒
48. 統領 哈艮地
49. 公爵 克羅賽爾
50. 騎士 佛爾卡斯
51. 君王 巴拉姆
52. 公爵 安洛先
53. 統領 蓋因
54. 公爵/伯爵 毛莫
55. 親王 歐若博司
56. 公爵 格莫瑞
57. 統領 歐賽
58. 統領 亞米
59. 侯爵 歐里亞斯
60. 公爵 瓦布拉
61. 君王/統領 撒共
62. 統領 華劣克
63. 侯爵 安托士
64. 公爵 佛勞洛斯
65. 侯爵 安德雷斐斯
66. 侯爵 錫蒙力
67. 公爵 安度西亞斯
68. 君王 彼列
69. 侯爵 單卡拉比
70. 親王 系爾
71. 公爵 但他林
72. 伯爵 安杜馬利烏士
1. ↑  草野巧. . 譯者：王書銘. 奇幻基地. 2013/08/03: 218. ISBN 9789865880460.